# 迈克尔·佩卡
迈克尔·佩卡（英語：Michael Peca，1974年3月26日—），加拿大男子冰球运动员，场上位置是前锋。他曾代表加拿大国家队参加2002年冬季奥林匹克运动会冰球比赛，获得一枚金牌。